# Steinerberg
Steinerberg är en ort och kommun i distriktet Schwyz i kantonen Schwyz, Schweiz. Kommunen har 957 invånare (2023).